# Auto Assault
Auto Assault là một game trực tuyến nhiều người chơi (hay MMOG), được hãng NetDevil phát triển và NCSOFT phát hành. Trò chơi kết hợp các yếu tố của thể loại đua xe bắn súng với nhập vai, cho phép người chơi khám phá thế giới trong game mang đậm phong cách tương lai hậu tận thế qua những chiếc ô tô, xe máy, xe bán tải và xe tăng dễ dàng tùy chỉnh phụ tùng. Tựa game này lấy cảm hứng một phần từ dòng phim Mad Max.
Người chơi được chọn một trong ba phe phái hư cấu trong game —Human, Mutant và Biomek— cũng như lớp nhân vật để xác định thể loại nhân vật mà người chơi muốn chơi trong game. Phần lớn lối chơi diễn ra trên một chiếc xe nhưng người chơi được rời khỏi xe khi bước chân vào các thị trấn tìm mua vật phẩm, nói chuyện với những người liên hệ thực hiệm nhiệm vụ, v.v...
Máy chủ game của Auto Assault đã ngừng hoạt động vào ngày 31 tháng 8 năm 2007 và người chơi không còn được tính phí nữa. NetDevil bèn đưa ra một tuyên bố ngay sau tin tức ngừng hoạt động, với lý do không đạt được thỏa thuận với NCsoft nhằm mua lại quyền sở hữu IP của hãng này.